# NGC 1098
NGC 1098 је елиптична галаксија у сазвежђу Еридан која се налази на NGC листи објеката дубоког неба.
Деклинација објекта је - 17° 39' 34" а ректасцензија 2h 44m 53,6s. Привидна величина (магнитуда) објекта NGC 1098 износи 12,7 а фотографска магнитуда 13,7. NGC 1098 је још познат и под ознакама ESO 546-14, MCG -3-8-8, HCG 21C, NPM1G -17.0106, PGC 10403.